# Anekdoten
Anekdoten es una banda de rock progresivo sueca, formada por Nicklas Barker (guitarra, voz), Anna Sofi Dahlberg (chelo, teclados), Jan Erik Liljeström (bajo, voz) y Peter Nordins (batería). Se caracterizan por su abundante uso del melotrón y un sonido denso, pesado y oscuro, contrastando en algunas ocasiones con motivos líricos y sutiles. Su música se asocia generalmente con el rock progresivo de la década de los '70, se le relaciona especialmente con la de King Crimson, no obstante, durante este tiempo la banda ha desarrollado un sonido propio. Han hecho versiones de música de Van Der Graaf Generator,  Magma e incluso de Gustav Holst a lo largo de su carrera.

## Historia
La banda se creó en 1990 inicialmente como una banda de versiones de King Crimson por Nicklas Barker, Jan Erik Liljeström y Peter Nordins bajo el nombre de "Kind Edward". En 1991, Anna Sofi Dahlberg se unió a la formación y la banda cambió su nombre por el de "Anekdoten". Hasta la fecha, han publicado seis discos de estudio y cuatro EP y discos en directo.

## Discografía

### Álbumes de estudio
- Vemod (con Per Wiberg (Spiritual Beggars, Opeth) al piano), 1993.
- Nucleus (remasterizado y reeditado en 2004 con una canción extra), 1995.
- From Within, 1999.
- Gravity, 2003.
- A Time Of Day  , 2007
- Until All The Ghosts Are Gone, 2015.

### Grabaciones en directo
- Live EP, 1997
- Official Bootleg: Live in Japan, 1998
- Live at NEARfest (Bootleg), 2000
- Waking the Dead, Live in Japan 2005, 2005